# Collégiale Saint-Michel de Laval
Pour les articles homonymes, voir Saint-Michel.
La collégiale Saint-Michel de Laval ou collégiale Saint-Michel du Cimetière-Dieu était située à Laval en Mayenne. Après le rétablissement du culte en 1800, les jésuites acquirent les bâtiments en 1816 par souscription publique. La collégiale fut démolie en 1968, pour établir un supermarché. Suivant Charles Maignan, sa désignation provient soit d'une référence au Mont-Saint-Michel, ou encore de l'archange Saint-Michel, l'ange de la victoire. Ses armes étaient d'azur à un Saint Michel d'or, terrassant un diable de même.

## Histoire

### Chapelains duXIVesiècle
À la fin du XIIIe siècle, un terrain est affecté sous le nom de Cimetière-Dieu aux sépultures des pauvres de la Maison-Dieu Saint-Julien. Ce terrain est sur le fief de Jean Ouvrouin, seigneur de Poligné.  Les Ouvrouin sont une famille puissante originaire de Laval. L'éloignement des cimetières de Notre-Dame de Pritz et de Saint-Melaine et le voisinage du terrain que Jehan Ouvrouin concédait, rendit bientôt ce dernier commun à toute la ville. Sa destination première pour l'usage seulement des pauvres défunts de l'Hôtel-Dieu, lui avait fait donner le nom de Cimetière-Dieu. 
L'éloignement de l'église paroissiale de Saint-Melaine de Laval engagea Jehan Ouvrouin à construire dans ce lieu une chapelle dans laquelle on pût célébrer la messe. Le terrain est mentionné dans un mémoire du juge de Laval (XVIIe siècle) comme ayant fondé à la fin du XIIIe siècle la première chapelle de Saint-Michel.  Pour que le public pût en profiter, il la fit édifier en dehors de l'enceinte de sa demeure, dans le cimetière même, sur le bord du chemin qui conduisait à Saint-Melaine. Il la mit sous l'invocation de l'archange Saint- Michel, nom qu'elle conserva même lorsqu'elle fut élevée au titre de collégiale. Il la dota d'un revenu suffisant pour l'entretien d'un chapelain.
Guillaume Ouvrouin, évêque de Rennes, demande à être enterré dans la chapelle du Cimetière-Dieu, construite par son père et dotée par lui de quatre chapellenies. Guillaume Ouvrouin, évêque de Léon, fonde deux autres chapellenies, dont il paye, en 1366, au roi Charles V de France, l'indemnité due pour le fonds du premier et des deux derniers de ces bénéfices.
Jean Ouvrouin, frère aîné et exécuteur testamentaire de l'évêque de Léon, laisse, par son testament et en exécution de celui de Guillaume, 70 livres de rente pour que les sept chapelles soient érigées en autant de canonicats, et la chapelle elle-même en église collégiale. Le fils de ce Jean Ouvrouin, nommé en quelques titres René, laisse, aussi par testament, 30 livres de rente.

### Fondation de la Collégiale
Jeanne Ouvrouin, dame des Hoches et de Poligné, fille de Jean et sœur de René, leur principale héritière, fut appelée à son accomplissement, « désireuse, elle-même, d'accroître le service divin dans la ville de Laval, où il n'y avait qu'un collège et une grande multitude de peuple ».
Par lettres du 1er février 1421, Jeanne Ouvrouin convertit les quatre chapellenies « ordonnées être desservies en la chapelle Saint-Michel, construite par révérendère en Dieu Ouvrouin, évêque de Rennes et les deux ordonnées par Mgr Ouvrouïn, évêque de Léon, pour être desservies dans la même église, ainsi que celle fondée par son père, en autant de prébendes » auxquelles elle en ajouta une huitième. Jeanne obligea les chanoines à être continuellement sur les lieux, « et au cas qu'ils n'y feront résidence continuelle et perpétuelle L'espace de deux mois, ils perdront incontinent leurs chanoineries et seront privés de leurs prébendes et Le patron ourra ou présenter d'autres. » . Elle met à exécution la volonté de ses aïeux en établissant, par acte du 16 novembre 1421, une huitième chapelle, et en présentant requête à Adam Châtelain, évêque du Mans, pour l'érection des huit chapelles en canonicats pour huit prêtres séculiers, dont la présentation était, par l'acte de fondation, réservée au seigneur et propriétaire du fief et manoir de Poligné, et le droit de collation au seigneur évêque du Mans.
Le 22 novembre suivant, Adam Chastelain, évêque du Mans, après une enquête faite sur les lieux par Jacques de Vernay, licencié es lois, qu'il qualifie de son fidèle conseiller, érigea par décret obtenu le 26 novembre 1421 l'église de Saint-Michel en collégiale et les chapelains reçurent le titre de chanoines. Il s'agit de la deuxième collégiale crée à Laval, après la Collégiale Saint-Tugal de Laval. Les chapelains obtinrent, en 1446, du roi Louis XI de France, étant à Orléans, des lettres-patentes de confirmation : on lui paya pour indemnité la somme de 200 écus d'or.
Jeanne imposa aux chapelains de Saint-Michel de nombreuses constitutions en les érigeant en collégiale. Avec les devoirs qu'elle leur imposa, l'acte contient une longue énumération des rentes et biens fonds dont cette pieuse dame les dota pour leur entretien et leurs honoraires, pour obéir aux volontés qui lui ont été laissées par ses aïeux Le revenu se montait à cent livres par an. Jeanne Ouvrouin augmenta, par un testament du 1er février 1422, la fondation de Saint-Michel d'une nouvelle chapellenie, qu'elle chargea de trois messes par semaine. Jeanne Ouvrouin meurt avant le 15 juillet 1423. Dans son testament, elle demande à être inhumée près de Guillaume Ouvrouin dans l'église qu'elle voulait estre accrue et allongée.

### Conflits
C'est à cette même époque, vers 1413, que les chanoines du nouveau chapitre firent construire l'église en remplacement de la chapelle. Elle se trouvait sur le chemin que les habitants du Pont-de-Mayenne avaient à parcourir pour se rendre à leur église paroissiale de Saint-Melaine, et partageait à peu près la route en deux parties égales. Bientôt ils s'habituèrent aux offices des chanoines ; plusieurs y choisissaient le lieu de leur sépulture. Les chanoines exerçaient presque tous les droits de curé ; ils recevaient des offrandes, des legs étaient faits en leur faveur, au grand détriment de la paroisse. De vifs démêlés s'élevèrent à ce sujet entre le chapitre et le prieur de Saint-Melaine ; ce dernier réclamait, comme lui appartenant de droit commun, les honoraires dont il était privé par suite des empiétements des chanoines dans les limites de l'église confiée à ses soins.

### Développement de la Collégiale
Le chœur est reconstruit en 1423. Le pape Nicolas V approuve et reconnait pour collégiale l'église du Cimetière-Dieu de Laval, et accorde des indulgences à perpétuité à ceux qui la visiteraient à certains jours de fête et contribueraient de leurs aumônes à sa décoration et à son entretien. Les chanoines étaient canonici conventatores collectantes, vivant sous une règle commune sans faire de vœux et sans être attachés à une cathédrale. Il n'y avait point de dignitaires. Une des prébendes avait été annexée à la cure de Saint-Melaine. 
Martin Berruyer, évêque du Mans, vient, à la prière des chanoines, faire la dédicace de cette église le 28 mai 1458. Les indemnités dues pour tous les biens associés à la Collégiale sont payées aux particuliers et au roi Louis XI, qui autorise cette érection par lettres patentes données à Orléans le 4 octobre 1466. 
Suivant un registre de comptes des recettes et dépenses, à partir du jeudi absolu (Jeudi Saint) 1477 au jeudi absolu de 1478, les chanoines de Saint-Michel tenaient en ce temps à ferme, de Jehanne Auvre veuve Olivier de Feschal, les terres et seigneuries de la Coconnière, Lavaïère, Autherive, Beloloiseau, Pontpré, la Brochardière et Havart. 
Un chanoine nommé André le Gay, s'employa activement à ce premier agrandissement. Au dire de Guillaume le Doyen, ce chanoine fut un grand amateur de constructions. Il avait fait bâtir dans toute la rue du Manoir des maisons jusqu'au Cimetière-Dieu. Il mourut dans un âge fort avancé et vit, de son temps, compléter l'église de Saint-Michel par la construction de la nef qui fut bâtie entre 1480 et 1489 ainsi que par le revestuaire en 1487.

### La Sacristie

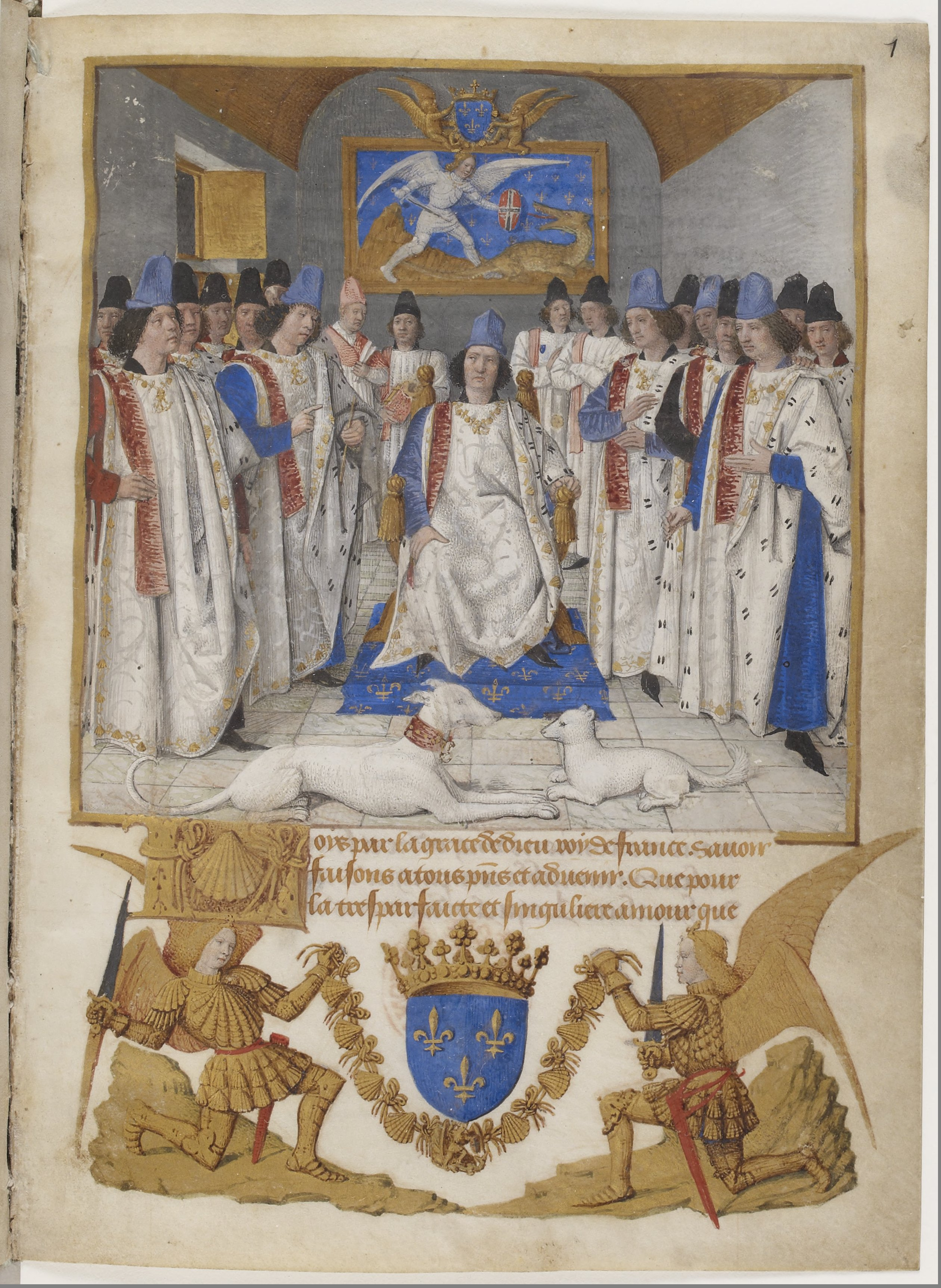
Jean Bourré est un des trois personnages, portant chapeau sombre, se tenant derrière Louis XI (œuvre de Jean Fouquet)

Les chanoines augmentent leur église d'une sacristie, en 1490. Les paroissiens de Saint-Melaine, déjà jaloux d'une église qui portait préjudice à l'église paroissiale, en attirant les habitants du Pont-de-Mayenne, ou par tout autre motif, prétendirent avoir la propriété du terrain où l'église était construite. Ils démolissent les travaux du chapitre. Cette affaire violente fut portée devant le Parlement de Paris. Un arrêt débouta les habitants de leurs prétentions et les obligea  à reconnaître que l'emplacement de l'église et de la sacristie ne leur appartenait point, mais bien aux chanoines, et que ces derniers avaient tous droits sur ces lieux, pour y bâtir ou faire ce que bon leur semblerait. En outre, ils furent condamnés à remettre ce qu'ils avaient démoli dans le même état qu'avant, et à payer dix livres d'amende aux chanoines et dix livres à René de Feschal, seigneur de Poligné et de Marboué. Jean Bourré, seigneur du Plessis-Bourré et de Jarzé, conseiller maître des comptes, seigneur de la châtellenie d'Entrammes, les servit en soutenant leurs droits auprès du roi. En 1495, une sacristie est ajoutée, et reconstruite en 1500.

### Famille de Feschal
René de Feschal, en digne héritier de deux nobles familles, confirme les précédentes donations et donne, par acte du 13 avril 1512, au chapitre le pain, mais a la charge de l'office divin, au moyen de rentes. Il dépend en outre du chapitre de Saint-Michel 8 maisons prébendales, à la charge de l'office divin, dont six, avec le cimetière et la cour communale, relevaient censivement du fief de Poligné, sous le devoir d'un denier chaque déclaration. Il meurt le 6 juillet 1518 et est enterré suivant ses dernières volontés dans le chœur de l'église de Saint-Michel.
Jean de Feschal, petit-fils de René, soutint contre le chapitre un procès au sujet des legs de son aïeul. Les chanoines obtinrent contre lui des lettres royales.

### Position et obligations
Des droits de préséance soulevaient souvent des contestations avec les membres du clergé de la ville. Un concordat réglait en 1597 les rangs que devaient occuper aux sépultures les chanoines de Saint-Tugal et ceux de Saint-Michel, de même que les curés de la Sainte-Trinité et celui de Saint- Vénérand. Les chanoines de Saint-Michel prétendaient avoir le pas sur les curés de la Trinité et marcher après les chanoines de Saint-Tugal. 
Saint-Tugal n'était point un chapitre royal ; il n'était pas très riche, et ses prébendes étaient moins productives que celles de Saint-Michel. Sans parler des services et messes hautes qu'ils devaient célébrer, les chanoines de Saint-Michel chantaient tous les jours la messe et les vêpres, et aussi les obits exigés par l'acte de fondation de René de Feschal. Le 28 mai tous les ans, les chanoines solennisaient, avec une grande pompe, la dédicace de leur église. Ils conservèrent cet usage jusqu'en 1763. Une autre cérémonie avait lieu en cette église le 8 mai de chaque année, jour fixé, en faveur de cette collégiale, pour la célébration de la fête de l'apparition de saint Michel.
Le chapitre n'avait point le droit de conserver le Saint-Sacrement dans son église. Les chanoines font, le 4 août 1614, une requête à l'évêque du Mans, pour qu'il leur soit permis de jouir de ce privilège. Le Saint-Sacrement, depuis ce temps était exposé dans l'église de Saint-Michel à la vénération des fidèles au moyen d'une suspension. Julien Ixoseau, chanoine, comparait pour représenter le chapitre du Cimetière-Dieu de Laval, le 2 août 1614 à l'assemblée réparatoire du clergé qui se réunit au Mans, au manoir épiscopal, sous la présidence de l'évêque, pour la nomination des députés aux États généraux du royaume.
En 1676, d'après une bulle du Pape et l'autorisation de l'évêque du Mans, le service des Quarante-Heures, pendant les jours du Carnaval, s'établit en les églises de Saint-Michel et de Saint-Vénérand. Le résultat en est heureux, et, pour en conserver la mémoire et perpétuer en même temps les effets produits par la sanctification de ces jours, les chanoines de Saint-Michel et le clergé de Saint-Vénérand passent, le 22 février 1677, devant Me Pottier, notaire et tabellion royal à Laval, un compromis par lequel ils s'engagent réciproquement, les chanoines à venir processionnellement chanter une grand'messe à Saint-Vénérand le lundi de Carnaval, et le clergé de cette paroisse à faire aussi processionnellement une station à Saint-Michel et à y chanter une grand'messe le 4 octobre de chaque année, jour d'une fête de saint Michel.

### Protestantisme
Comme fondateurs du chapitre du Cimetière-Dieu, les seigneurs de Poligné avaient la disposition des prébendes et chapelles. Le droit de litre et de ceinture avec écussons, à l'intérieur comme à l'extérieur de l'église de Saint-Michel, leur appartenait. 
Le protestantisme qu'ils professèrent pendant plus d'un siècle ne les priva pas complètement de ces privilèges. Le Parlement de Paris, par deux arrêtés des 24 avril et 17 juin 1660, ordonna d'ôter et reblanchir les litres et ceintures funèbres que le seigneur de Poligné, faisant profession de la religion prétendue réformée, avait fait apposer en l'église du Cimetière-Dieu de Laval, avec défenses d'en plus mettre, tant qu'il serait de la R. P. R.. Les litres et les ceintures reparurent car Poligné possédait des seigneurs revenus à la religion catholique.

### XVIIIesiècle
Les chanoines voulurent, en 1713, innover une procession de la Fête-Dieu à la chapelle de la Coconnière. M. le prieur-curé sans employer les moyens d'assignation, leur remontra seulement que ce serait empiéter sur les droits de sa cure. Le chapitre se désista et la procession n'eut pas lieu.
Parmi les chanoines, on distingue Julien Baudoin, auteur de plusieurs dissertations sur quelques points assez délicats de la liturgie.
Dans une assemblée du bureau de charité de l'année 1739, les députés du chapitre de Saint-Michel voulurent signer après MM. de Saint-Tugal et avant les curés de la Trinité. Ces derniers voulurent maintenir leur droit el signèrent les premiers. MM. du Cimetière-Dieu refusèrent leur signature et se retirèrent.
L'église de Saint-Michel possède alors un chœur avec autel à la romaine, entouré de stalles et séparé de la nef par de superbes balustrades, orgue au bas de l'église. Des chapelles latérales sont ajoutées en 1763. Ces deux chapelles sont terminées dans la même année et sont bénies le 28 septembre 1763 par M. Étienne Couanier, curé de la Trinité et doyen rural de Laval, qui avait été chargé par l'évêque de présider en son lieu et place à cette cérémonie. 
En novembre 1763, le cimetière de Saint-Michel portait des traces d'une profanation
Le droit de présentation aux prébendes vacantes du chapitre de Saint-Michel avait été réservé, par Jeanne Ouvrouin, au seigneur et propriétaire du fief et manoir de Poligné, en sa qualité de seigneur de Poligné et de patron fondateur et donateur dudit chapitre de Saint-Michel de Laval. Le présentateur est par exemple Jean-Baptiste Joachim Colbert, qui meurt en 1777. À l'occasion de la mort des seigneurs de Poligné, patrons du chapitre de l'église collégiale de Saint-Michel, les chanoines leur font d'imposants services. Mais en 1772, compte tenu de la misère existante, ils convertissent en aumônes, pour le bureau de charité de Saint-Vénérand, les sommes destinées au catafalque de la marquise de Colbert de Croissy, épouse de Jean-Baptiste Joachim Colbert. 
La mort de Louis XV fait l'objet d'une délibération capitulaire de la part des chanoines de Saint-Michel en assurant un service funèbre, qui fait l'objet sous-jacent d'une lutte entre les deux collégiales.
Le service funèbre célébré pour Jean-Baptiste Joachim Colbert reste cependant un des plus imposants. Les chanoines de Saint-Michel rendaient aussi parfois les honneurs de la sépulture aux défunts qui avoisinaient leur chapitre et décédaient dans une de leurs maisons.
Cependant le décès de Jean-Baptiste Joachim Colbert, en 1777, laissait sans patron-présentateur le chapitre de l'église collégiale de Saint-Michel. Les chanoines présentèrent eux-mêmes le 3 novembre 1778 à Louis XVI une requête à l'effet d'obtenir son acquiescement à la nomination d'un chanoine pour desservir une semi-prébende vacante en régale. Louis XVI, agréant leur demande, confirme, par acte royal donné à Versailles le 17 janvier 1779, la nomination de l'abbé François Duchesne.

### Vers la Révolution française
En 1781, Jean-Baptiste Duchemin de Mottejean, riche propriétaire de Laval, devient seigneur de Poligné. Lui appartient désormais la présentation à l'évêque des chanoines nommés aux prébendes vacantes de Saint-Michel. Il se met en devoir de remplir cette obligation.
Le chapitre de l'église collégiale de Saint-Michel, signifié par assignation de Hureau, huissier pour la convocation et assemblée des États généraux du royaume, pour assister à l'assemblée des Trois-États qui sera tenue au Mans le 16 mars 1789, de concourir, avec les autres Députés du même ordre, à la rédaction des cahiers de doléances, plaintes et remontrances, et autres objets. Le chapitre de Saint-Michel députa Mathurin Gaultier de Mérolles, l'un des chanoines, à l'assemblée du Mans. 
Pour obéir aux lettres patentes du roi des 9 octobre et 18 décembre 1789, ordonnant une contribution extraordinaire et patriotique du quart du revenu au-dessus de 400 livres, le chapitre déclare qu'il possède un revenu de 19.723 l. 19 s. 1 d. Les dernières de leurs délibérations datent du 21 et 22 septembre 1789.
Quelques mois plus tard, le chapitre était aboli et, le 19 août 1791  l'église fermée. Un peu plus tard encore, les biens du chapitre, et les ornements et les vases sacrés, et l'église, tout était vendu. Les bâtiments furent affermés séparément el l'église transformée en écurie et en greniers à fourrages. Plus tard, l'église sert de caserne et en même temps d'écurie à des cavaliers passant par Laval.

### XIXesiècle
En décembre 1800, Mme Dolse-Garay, avec l'autorisation et sous la direction du chef de l'administration départementale de la Mayenne, loua à une société de catholiques l'ancienne église collégiale de Saint-Michel. Après des réparations exécutées au moyen de quêtes faites parmi les fidèles, elle fut ouverte au culte vers le commencement de 1801, jusqu'au jour où les réparations que l'on faisait à l'église Saint-Vénérand permirent d'y rétablir le culte. 
L'église Saint-Michel était à cette époque entièrement dépouillée. Une ordonnance du 21 décembre 1800, avait réglé l'administration spirituelle de la paroisse de Saint-Vénérand, desservie en l'église de Saint-Michel de Laval, qui est ouverte au culte en avril 1801. 
L'église Saint-Vénérand de Laval, restaurée à l'intérieur devient définitivement l'église de la paroisse. Celle de Saint-Michel, de nouveau abandonnée, sert, pendant les grandes guerres de l'Empire, d'asile aux prisonniers de guerre, dont beaucoup mourront.

### Jésuites

#### Circonstances de l'arrivée à Laval
La venue des Jésuites à Laval est à mettre en relation avec la « nouvelle » Compagnie de Jésus, après sa restauration en 1814 par Pie VII et la volonté de réintégrer les Jésuites dans une société post-Révolution française. Les jésuites agissent discrètement et leur implémentation provient de l'apostolat des missions. Au commencement de 1816, trois prêtres de la Compagnie de Jésus font, le matin avant le jour, des conférences religieuses dans l'église d'Avesnières. Ils rencontrent tout d'abord une certaine indifférence voire une hostilité des fidèles de Laval. Puis, via leurs personnalités, ils rencontrent succès auprès des fidèles. Une Mission est établie dans l'église de la Trinité où, pendant près de deux mois, les jésuites se font écouter par une foule de toutes les classes de la Société ; il en résulte des conversions et deux cérémonies, marquée par l'expiation des crimes révolutionnaires, en présences des autorités civiles et militaires, qui sont à mettre dans le cadre historique de la Seconde Restauration.
La ville de Laval via leur maire Jean-François de Hercé leur demande d'installer une mission.

#### Installation à Saint-Michel
Après l'arrivée de trois prêtres supplémentaires, l'établissement s'installe à Laval. Via des dons effectués par les fidèles, les Jésuites sous la conduite de l'abbé René Morin acquiert la Collégiale Saint-Michel rachetée à ses propriétaires profanes, ainsi que trois maisons anciennement occupés par les chanoines. L'église de Saint-Michel est réconciliée le 7 avril 1816. Jusqu'en 1830, la maison de Saint-Michel ne prit pas un grand développement à part l'édification de la chapelle, destinée alors aux réunions des congréganistes des deux sexes. La communauté demeurait dans un statu quo. On installe au maître-autel le tableau du grand archange que l'on voit aujourd'hui dans l'église des Cordeliers de Laval. 

#### Statu quo
De 1816 à 1840, les religieux s'investissent dans les missions intérieures, pour reconvertir les populations et lutter contre la déchristianisation. Ils sont alors demandés dans d'autres régions de France, et l'activité apostolique demeure à Laval via la direction de congrégation mariale, ou encore des retraites ecclésiastiques. Les ordonnances de 1828 sont les premières mesures prises contre les Jésuites depuis leur rétablissement en France. Lors des journées révolutionnaires de 1830, ils sont attaqués à Laval de façon verbale et symbolique. À la suite de la révolution de 1830, malgré les menaces d'un avenir incertain, les RR. PP. Jésuites commencent à édifier le corps de bâtiment à trois étages qui remplace les quatre maisons antérieures. Les évènements de 1832 les contraignent d'accepter comme locataire une partie des troupes en garnison à Laval. Après 1832, les Pères de Saint-Michel restaurent complètement l'intérieur de leur église, l'embellissent par des ornements architecturaux, et y élèvent un autel de marbre blanc derrière lequel apparaît la statue du grand archange, œuvre de Barème d'Ancenis.

#### Maison de formation
À partir de 1840, une maison de formation est installée. Les missionnaires sont devenus très peu nombreux depuis la diminution de leur activité. Un groupe de novices est établi de 1840 à 1845, puis dispersé. Les novices se disséminèrent, à l'exception de quelques-uns qui restèrent à Saint-Michel, entre autres l'abbé Alphonse Ratisbonne, frère de Théodore Ratisbonne, prêtre français d'origine juive converti au catholicisme. Il touchait l'orgue expressif de Saint-Michel, et il a reçu, dans cette église, la prêtrise des mains de Jean-Baptiste Bouvier, évêque du Mans. 
Le corps de bâtiment qui relie l'église à celui de l'ancien chapitre était élevé. Il se trouvait sur le bord d'une rue, allant du pont d'Avesnières à la gare, avec une place au-devant de l'église.

#### Scolasticat
Saint-Michel devient alors un Scolasticat jésuite jusqu'en 1880. Dès 1843, les étudiants peuvent être formés à la théologie. La Deuxième République laisse aux Jésuites la liberté et la latitude au rétablissement de leurs collèges en France. 
Le noviciat de Saint-Michel se reconstitue : de futurs peintres, des écrivains, des avocats, des élèves de l’École normale supérieure de Paris, des officiers militaires, des médecins vont peupler la maison des Jésuites. Les novices suivent à Saint-Michel des cours particuliers de littérature, de philosophie, de physique et de théologie, et ont à leur disposition une importante bibliothèque et un cabinet de physique. À partir de 1848, Saint-Michel accueille des étudiants jésuites de l'étranger. En 1854, la Philosophie est ajoutée à la Théologie. 
Cette communauté des Pères Jésuites de Saint-Michel possèdent alors des prêtres reconnus : 
- des prédicateurs : Nicholas Tuite MacCarthy, connu aussi sous le nom d'abbé de Lévignac, Xavier de Ravignan, Théodore Combalot ;
- des scientifiques : Abbé Moigno, Arthur Martin[57] ;
- des écrivains et philosophes : Abbé Bouix, auteur de la Vie de sainte Thérèse, l'Abbé Wrintz, porté en reconnaissance par Lamartine, Cesare De Cara.

Leur église renferme alors de nombreux tableaux .
La communauté est alors en pleine croissance. Un bâtiment d'importance est installé par Frédéric Studer à partir de 1869. Il concentre les Théologiens, et comporte une bibliothèque d'importance.
De 1855 à 1873, les Jésuites supportent la charge avec Auguste Guays des Touches du patronage de Notre-Dame de Beauregard,.

#### Expulsion en 1880
Sous la Troisième République, le mouvement anticlérical s'en prend aux congrégations avec vigueur. Le 29 mars 1880, le président du Conseil Charles de Freycinet promulgue deux décrets sur proposition de Jules Ferry, ministre de l’instruction publique, le premier décret pour expulser de France les jésuites et le second pour imposer aux autres congrégations non autorisées de se mettre en règle dans un délai de trois mois, sous peine de dissolution et de dispersion. À l’issue du court délai, les congrégations non autorisées (franciscains, dominicains, assomptionnistes…) sont expulsées.
Les Jésuites de Laval sont expulsés le 30 juin 1880. Le scolasticat part alors sur l'île de Jersey avec la bibliothèque : il donne lieu à la création du scolasticat Saint-Louis de Jersey.

#### Réinstallation
Les Jésuites réinstallent par la suite dans la maison Saint-Michel de Laval leur noviciat en 1897 et leur juvénat en 1898.

#### Personnalités
On compte parmi les Jésuites notables ayant enseigné ou étudié à Laval : 
- Charles Balandret
- Jo Akepsimas
- Louis Billot
- Pierre Blet
- Georges de Castillon de Saint-Victor
- Abbondio Cavadini
- Joseph Coincé
- Jean Daniélou
- Marc Dechevrens
- Ivan Gagarine
- Stanislas du Lac
- Joseph Moingt
- Pierre Olivaint
- Alphonse Ratisbonne
- Bernard Sesboüé
- Pierre Teilhard de Chardin
- Jean-Baptiste Terrien
- Xavier Tilliette

### Destruction
Le terrain est vendu par les jésuites à une société souhaitant édifier un supermarché. La chapelle, le scolasticat et les bâtiments sont détruits du 9 au 11 juillet 1968, avec l'approbation du maire Francis Le Basser et des autorités religieuses. Cette destruction est effectuée malgré le dépôt d'un classement de l'ornementation gothique flamboyant de la chapelle Saint-Michel aux Monuments historiques.